# 广寒寨乡
广寒寨乡，是中华人民共和国江西省萍乡市湘东区下辖的一个乡镇级行政单位。

## 行政区划
广寒寨乡下辖以下地区：
官陂村、官溪村、高仓村、洞溪村、江山村、郊溪村和塘溪村。